# Ursus 912
Ursus 912 – ciężki ciągnik rolniczy produkowany od połowy lat 80. minionego wieku przez Zakłady Mechaniczne Ursus w Warszawie.

## Historia modelu
Ursus 912 to kolejna wersja linii ciągników Ursus 4-cylindrowych, o mocy 80 kM, wyposażona w nowszy typ kabiny (uchylane tylne szyby), zwiększony udźwig TUZ-a (4125 kg), nowy typ zaczepu transportowego i polowego (automatyczny typu chitch) i zwiększonej liczby szybkozłączy hydrauliki (z 2 do 4, max 7). Od poprzednich modeli odróżnia go ścięta z przodu górna maska (nowsze modele miały maskę obniżającą się z tyłu do przodu na całej długości).
Wersja z napędem na cztery koła to Ursus 914. Ciągnik należy do serii ciągników 912, 914, 1012, 1222, 1224, 1614. Ostatnia cyfra oznaczenia ciągnika informuje o liczbie napędzanych kół. Główną różnicą między ciągnikami jest zastosowany silnik. We wszystkich odmianach ciągników stosowano silnik wysokoprężny, czterosuwowy, rzędowy, z bezpośrednim wtryskiem. Silniki różnią się liczbą cylindrów i występowaniem doładowania. 
| Parametr               | 912  | 914  | 1012 | 1014 | 1222 | 1224 | 1614 |      |
| ---------------------- | ---- | ---- | ---- | ---- | ---- | ---- | ---- | ---- |
| Liczba cylindrów       | 4    | 4    | 4    | 4    | 6    | 6    | 6    | 6    |
| Doładowanie            | nie  | nie  | tak  | tak  | nie  | nie  | tak  |      |
| Pojemność skokowa      | 4562 | 4562 | 4562 | 4562 | 6842 | 6842 | 6842 | 6842 |
| Moc w kW               | 57   | 57   | 71   | 71   | 85   | 85   | 112  |      |
| Liczba napędzanych kół | 2    | 4    | 2    | 4    | 2    | 4    | 4    |      |

Ursusa 912 zastąpiły jego wersje rozwojowe Ursus 932 i Ursus 934.

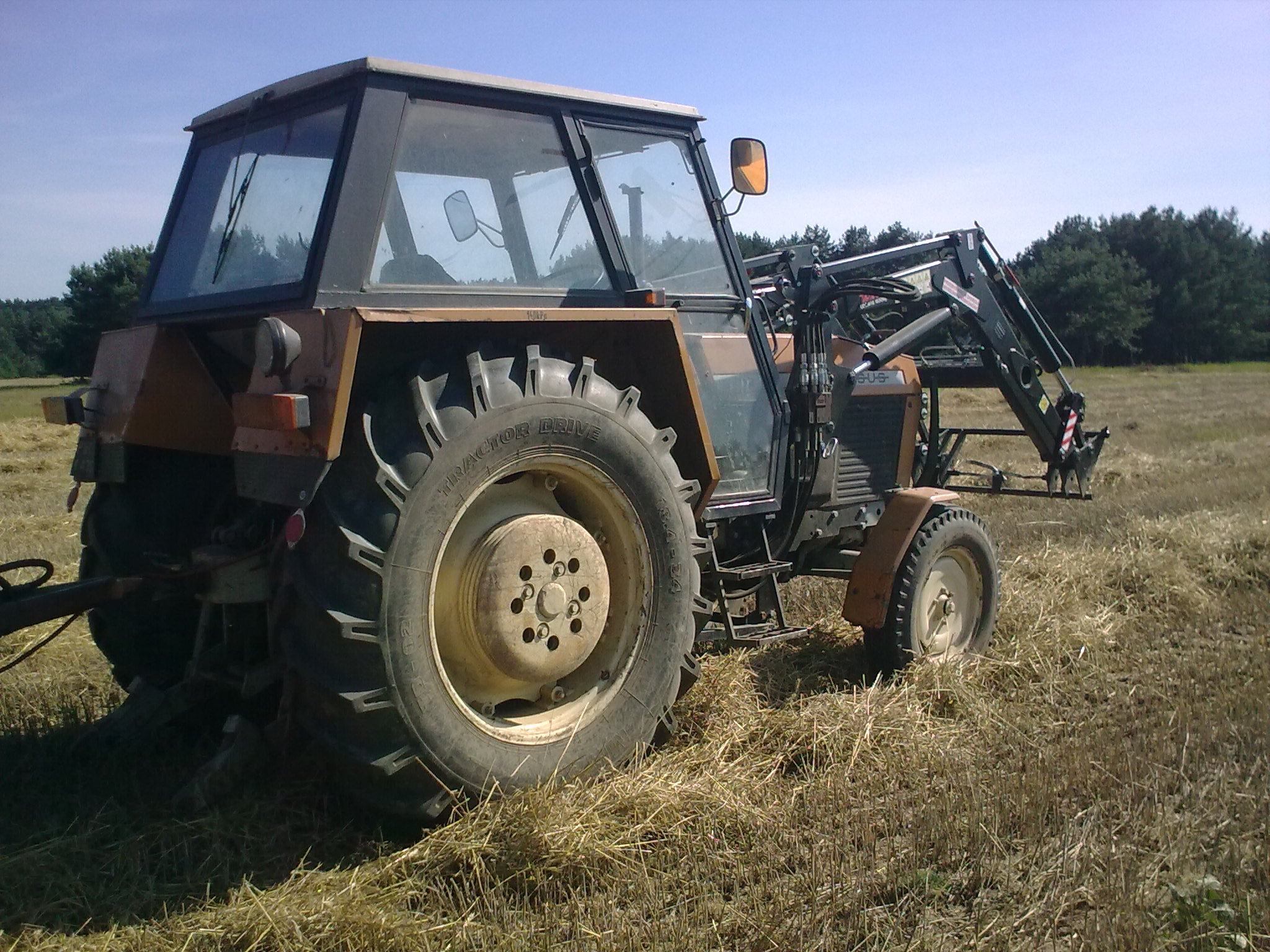
Ursus 912 z ładowaczem czołowym